# أنا وحاييم
أنا وحاييم رواية للروائي الجزائري الحبيب السائح. صدرت الرواية لأوّل مرة في العام 2018 عن دار ميم للنشر في الجزائر. ودخلت في القائمة الطويلة للجائزة العالمية للرواية العربية لعام 2019، المعروفة باسم «جائزة بوكر العربية».

## حول الرواية
يروي الكاتب الجزائري «الحبيب السائح» في هذه الرواية حكاية الجزائريين؛ الصيدلي اليهودي «حاييم بنميمون» وأستاذ الفلسفة المسلم «أرسلان حنيفي» اللذان يتقاسمان منذ طفولتهما الجيرة والطعام والذكريات والتعليم الابتدائي والدراسة الثانوية والجامعية. ويواجهان، تحت الاحتلال الفرنسي، العنصرية والاستفزاز، ما يدفعهما لأن يخوضا معًا في درب المقاومة، كل بطريقته، من أجل تحرير الجزائر.